# Masalia rosea
Masalia rosea là một loài bướm đêm trong họ Noctuidae.